# Quarta guerra de Mysore
La quarta guerra de Mysore (1798–1799) fou un conflicte bèl·lic al sud de l'Índia, entre el regne de Mysore i la Companyia Britànica de les Índies Orientals dirigida per Richard Wellesley, primer marquès Wellesley, earl de Mornington.

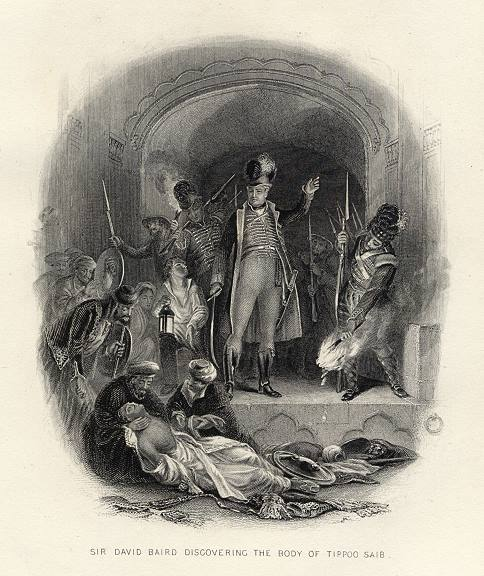
Sir David Baird, un oficial britànic, descobrint el cos de Tipu Sultan

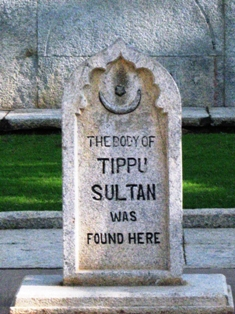
Marca mostrant el lloc on es va trobar el cos de Tipu

El desembarcament de Napoleó a Egipte el 1798 estava pensat per amenaçar l'Índia, i Mysore era una peça clau en el següent pas donat que el governant de Mysore, Tipu Sultan, era un incondicional aliat de França. Encara que Horaci Nelson va aixafar les ambicions de Napoleó a la batalla del Nil, tres exèrcits - un des de Bombai, i dos britànics (un del qual amb una divisió manada pel coronel Arthur Wellesley, el futur primer duc de Wellington)- van marxar a Mysore el 1799 i van assetjar la capital, Seringapatam, després d'alguns enfrontaments amb els exèrcits del Tipu. El 8 de març, una avantguarda va aconseguir aturar un avenç de Tipu a la batalla de Seedaseer. El 4 de maig, els exèrcits van assaltar les muralles que defensaven Seringapatam i Tipu Sultan, va rebre un tret i va morir. Tipu havia estat traït en aquesta guerra per un dels seus comandants, Mir Sadiq, un traïdor que va ser comprat pels britànics; Sadiq va apartar alguns soldats en el moment culminant de la batalla i va permetre així als britànics entrar a través d'un forat fet durant el bombardeig de la muralla.
Avui, el lloc on es va descobrir el cos de Tipu està tancat per l'ASI i una placa commemorativa. La porta oriental sota la qual es trobava el seu cos fou més tard demolida al segle XIX per permetre el pas d'una carretera més ampla.
Un avenç militar notable defensat per Tipu Sultan era l'ús de massius atacs amb coets coberts de ferro. L'efecte d'aquestes armes sobre els britànics durant la tercera i quarta guerres va ser prou impressionant per inspirar William Congreve per desenvolupar els anomenats Coets de Congreve.
Fou la darrera de les quatre guerres entre el Regne Unit i Mysore. Els britànics van prendre el control indirecte de Mysore en tornar el poder a la dinastia de Wodeyar amb un comissari britànic per aconsellar-los sobre tots els assumptes. L'hereu de Tipu, Fateh Ali, fou enviat a exili. El Regne de Mysore va esdevenir un estat o principat nadiu de l'Índia, i cedia Coimbatore, North Kanara, i South Kanara als britànics. La guerra, i específicament la batalla de Mallevey i el setge de Seringapatam, són descrits a la novel·la  The Sharpe's Tiger que descriu molts dels personatges clau.